# Ćitrakot Dźharna
Ćitrakot Dźharna (hindi चित्रकोट जलप्रपात, trl. Citrakoṭ Jharnā, ang. Chitrakote Falls) – wodospad w Indiach, w stanie Ćhattisgarh, w dystrykcie Bastar, na rzece Indrawati – dopływie Godawari, o wysokości około 30 metrów. Nazywany bywa Niagarą Indii lub Małą Niagarą.

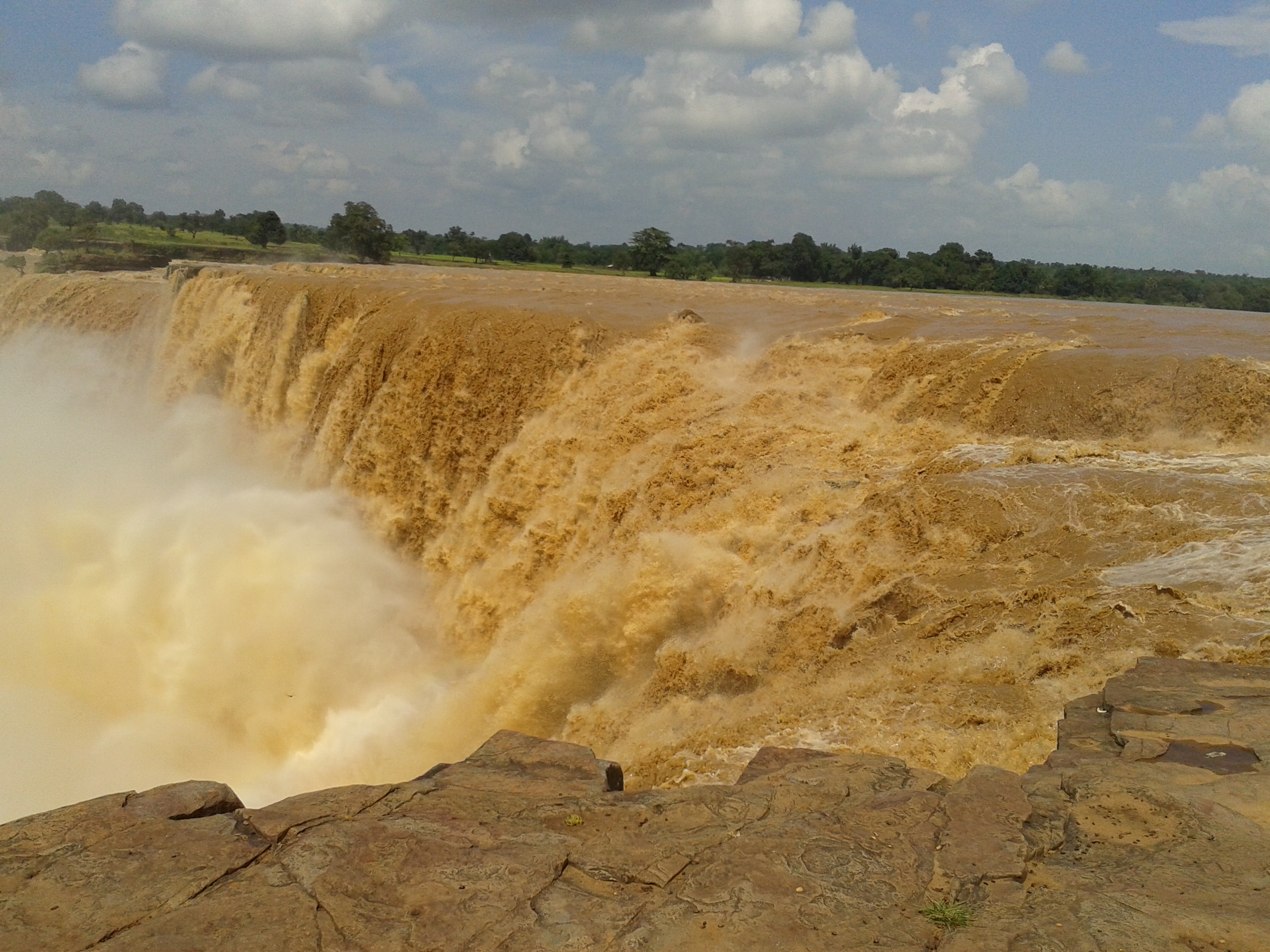
Ćitrakot Dźharna w porze monsunowej

Wodospad położony jest około 45 km na zachód od Dźagdalpur, w środkowej części gór Windhja Parwat-śreni. Jest najszerszym wodospadem w Indiach. Próg wodospadu, w kształcie podkowy, ma szerokość około 300 metrów. Jest jednym z sześciu indyjskich wodospadów zaklasyfikowanych jako miejsca dziedzictwa geologicznego (geoheritage sites). Największy przepływ wody przypada na okres od lipca do października i związany jest z porą monsunową.
Ma duże znaczenie dla ruchu turystycznego w regionie. W opublikowanym w 2003 przez indyjskie Ministerstwo Turystyki i Kultury planie zrównoważonego zarządzania turystyką w Ćhattisgarh wodospad wymieniany jest jako główna atrakcja turystyczna stanu. Szacuje się, że w weekendy miejsce to odwiedza od 300 do 500 osób, głównie ze stanu Ćhattisgarh, w tym przede wszystkim z Dźagdalpur, ale także ze stanów sąsiednich: Andhra Pradeś, Madhja Pradeś i Orisy. Według szacunków turystów zagranicznych jest około 30–50 w sezonie, głównie z USA i Europy.
Wodospad położony jest w Parku Narodowym Kangra Ghati. Na lewym brzegu progu wodospadu znajduje się niewielka hinduistyczna świątynia poświęcona Śiwie.